# Danh sách cầu thủ bóng đá nam tham dự Thế vận hội Mùa hè 1904

## Galt F.C.
Huấn luyện viên: Louis Blake Duff
- Otto Christman
- George Ducker
- John Fraser
- John Gourlay (đội trưởng)
- Alexander Hall
- Albert Henderson
- Albert Johnson
- Robert Lane
- Ernest Linton (goalkeeper)
- Gordon McDonald
- Frederick Steep
- Tom Taylor
- William Twaits
- Parnell Gourlay (cầu thủ dự bị)

## Christian Brothers College
Cầu thủ kiêm huấn luyện viên: Joseph Lydon
- Charles Bartliff
- Warren Brittingham
- Oscar Brockmeyer
- Alexander Cudmore
- Charles January
- John January
- Thomas January
- Raymond Lawler
- Joseph Lydon
- Louis Menges (thủ môn)
- Peter Ratican

## Giáo xứ St. Rose
- Joseph Brady
- George Cooke
- Thomas Cooke
- Cormic Cosgrove
- Edward Dierkes
- Martin Dooling
- Frank Frost (thủ môn)
- Claude Jameson
- Henry Jameson
- Johnson
- Leo O'Connell
- Harry Tate